# ميازاكي (محافظة)
محافظة ميازاكي (باليابانية: 宮崎県, ميازاكي-كين) هي إحدى محافظات اليابان تقع في جزيرة كيوشو، عاصمتها مدينة ميازاكي.

## أعلام
- تاكويا سونودا
- دإيسوكي نيتتا
- شينيتشي كاوانو
- ماسافومي ميدزكي
- نوريفومي تاكاموتو